# Luxair
Luxair (Luxair Société Luxembourgeoise de Navigation Aérienne SA) is de nationale luchtvaartmaatschappij van Luxemburg.

## Activiteiten
In 2022 werkten er voor Luxair Group ongeveer 3100 mensen en de luchtvaartmaatschappij vervoerde twee miljoen passagiers. De vloot bestond uit 19 toestellen. De staat Luxemburg is de grootste aandeelhouder met een aandelenbelang van 39% gevolgd door Banque et Caisse d’Epargne de l’Etat met 22% van de aandelen. Gilles Feith is de bestuursvoorzitter.
Luxair Luxembourg Airlines behoort tot de Luxair Group, die bestaat uit vier onderdelen:
1. Luxembourg Airlines
2. Luxair Tours
3. Luxair Cargo
4. Luxair Services

## Geschiedenis
Luxair heeft zijn oorsprong in de in 1948 opgezette Luxembourg Airlines Company, Luxair zelf is opgezet in 1961 om aan de eisen te voldoen van de luchtvaartaansluitingen tussen Luxemburg en Europese hoofdsteden.
In 1962 begon Luxair met de route Luxemburg-Parijs, deze route werd gevlogen door een Fokker F27 Friendship. In 1967 was de luchtvloot van Luxair gegroeid tot drie Fokker Friendships en één Vickers Viscount. De laatste werd in 1970 vervangen door de eerste jet van de luchtvaartmaatschappij, namelijk de in Toulouse door Sud Aviation gebouwde Caravelle. Het eerste Boeing-vliegtuig (de eerste van de drie Boeing 737-200's) werd in 1977 aan de luchtvloot toegevoegd. Bovendien vervoegde Luxair over Boeing 707-toestellen, een Airbus A300-600 en drie verschillende Boeing 747SP's. In de jaren die daarop volgden, verving Luxair zijn oude vloot door de modernere Boeing 737-400, de Boeing 737-500, de Fokker 50-turbo-props en de Embraer-jets. De Fokker 50's in 2004 uit de vloot verdwenen en zijn veelal vervangen door acht Embraers ERJ145 en twee ERJ135.
In 2003 bestelde Luxair drie nieuwe Boeing 737-700's met als doel de huidige twee oudere Boeing 737-400's en vier Boeing 737-500-jets te vervangen. De eerste werd op 18 februari 2004 geleverd en gaf de luchtvaartmaatschappij een nieuw imago. Het was de eerste Europese luchtvaartmaatschappij om met winglet uitgeruste Boeing 737 vliegtuigen te vliegen. In 2007 werden drie toestellen van het type Bombardier Q400 besteld.

## Vloot

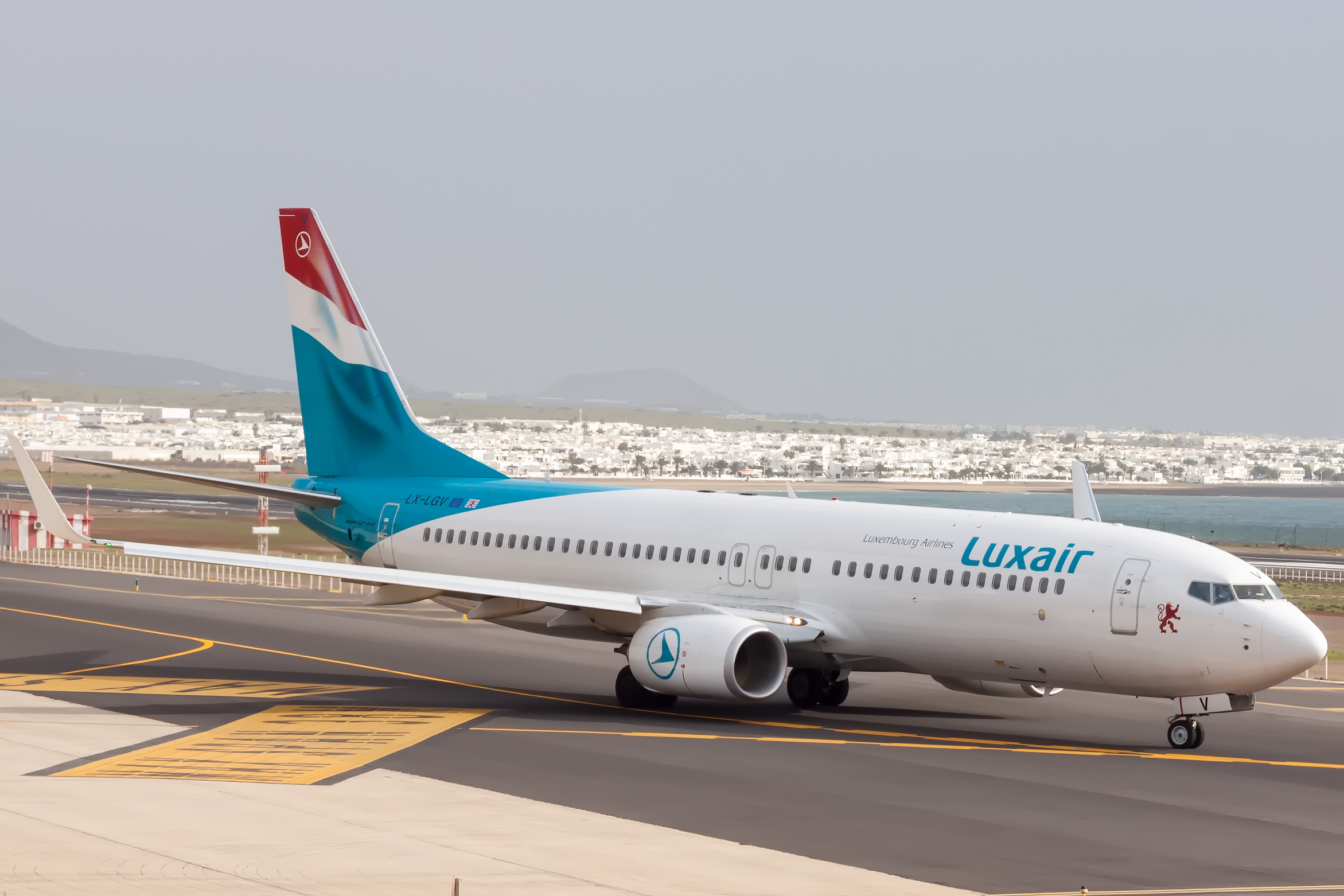
Luxair Boeing 737-800

De luchtvloot van Luxair bestond in april 2025 uit:
| Toesteltype      | Aantal | Passagiers | Bereik  |
| ---------------- | ------ | ---------- | ------- |
| Boeing 737-800   | 4      | 186        | 4050 km |
| Boeing 737-700   | 4      | 141        | 4600 km |
| Bombardier Q400  | 11     | 76         | 1500 km |
| Boeing 737 MAX 8 | 2      | 186        | 5000 km |
| Totaal           | 21     |            |         |

## Incidenten en ongelukken

### 6 november 2002
Op 6 november 2002 stortte de Luxair vlucht LG 9642 neer. Deze Fokker 50 (LX-LGB) vloog terug van Berlijn-Tempelhof en stortte tijdens de landingsprocedure bij dichte mist in Roodt-sur-Syre op een veld neer.  Er kwamen 18 van de 19 passagiers en 2 van de 3 bemanningsleden om het leven. Het was het eerste ongeluk in de geschiedenis van Luxair.

### 24 september 2003
Op 24 september 2003 belandde een Embraer ERJ 145 (LX-LGZ) door een vastzittende rem van het rechtse landingsgestel, enkele seconden na de touchdown, rechts van de landingsbaan op Aéroport de Luxembourg. Het vliegtuig brak met de voorzijde door het buitenhek van het luchthaventerrein en kwam met het neuswiel over de rand het ravijn van Birelergronn tot stilstand. Bij dit incident van vlucht LG 8852 uit Wenen vielen geen gewonden. Er was slechts een 2,5 meter lange scheur aan de buitenkant van de vliegtuigcabine te bemerken.